# Estadio Olímpico Yoreño
El Estadio Olímpico Yoreño es un recinto deportivo, principalmente usado para partidos de fútbol. Es el estadio local del Yoro Fútbol Club de la Liga de Ascenso de Honduras.